# Ondřej Syrový
Ondřej Syrový (* 17. června 1997 Duchcov) je český speciální pedagog, sociální pracovník a publicista.

## Život
Narodil se do rodiny podnikatelů na severu Čech. Po absolvování Gymnázia v Dubí se odstěhoval do Prahy, kde vystudoval speciální pedagogiku na Univerzitě Jana Amose Komenského. Aktivně se věnuje pedagogické a sociální práci od svých patnácti let, kdy získal osvědčení NIDM k pedagogice volného času. Pracoval na logopedické škole, vedl zájmové útvary v Domu dětí a mládeže v Teplicích a působil i v předškolním vzdělávání. V současné době se věnuje především práci se seniory a vykonává pozici vedoucího okrsku v sociální službě v Praze. Dále pracuje s osobami s poruchou autistického spektra a i v oblasti sociální patologie, kterou přednáší i v kurzech CŽV. Působí také jako nezávislý hodnotitel v Sociálním nadačním fondu hlavního města Prahy. O své práci pravidelně publikuje a dělá výzkumy. Jako speciální pedagog je příležitostným hostem Noční linky Českého rozhlasu – Region. V roce 2021 mu vyšlo CD s audioknihou Z deníku sociálního pracovníka a následně v roce 2024 kniha "Žižkovský podivín".
Věnuje se také publicistické činnosti. V letech 2012–2022 byl šéfredaktorem studentského magazínu DISUK.cz. Zaměřuje se zejména na legendy českého showbyznysu a pravidelně o nich publikuje. Spolupracuje například s Marií Formáčkovou, Milenou Soukupovou, Kateřinou Macháčkovou, Karlem Kahovcem, Soňou Štroblovou, Vlastou Kahovcovou, Karlem Bláhou, Simonou Praskovou, Marií Pojkarovou, Danou Bartůňkovou, Janou Chládkovou či Leošem Středou aj. Krátce působil jako moderátor v TV Regina. Také vyučoval na Střední škole multimediální tvorby U2B.
Od roku 2019 je členem Církve československé husitské a společně s farářkou Petrou Šáchovou se věnují především diakonické práci. Při křtu přijal své druhé jméno Spýťa a jeho kmotrou je operní pěvkyně Edita Randová. Také je externím redaktorem církevního týdeníku Český zápas.
Angažuje se také v komunální politice, v roce 2022 byl zvolen do Výboru pro dotační politiku Zastupitelstva MČ Prahy 3. Od roku 2024 je též členem Českého helsinského výboru.